# Le Cordage
Le Cordage (en latin : Rudens) est une pièce de l'auteur comique latin Plaute, probablement écrite à l'extrême fin du IIIe siècle av. J.-C. ou au tout début du IIe siècle.

## Intrigue
Une jeune fille, Palaestra, qui a été enlevée il y a longtemps par des pirates et qui a été vendue au leno Labrax, retrouve finalement son père, Daemones, après diverses péripéties.

## Cadre
Une originalité de la pièce est qu'elle se passe non en milieu urbain habituel, mais à proximité immédiate de la mer, près de la cité grecque de Cyrène, en Libye.

## Postérité
Le Rudens a été imité par L'Arioste, dans La Cassaria (it) (1508).